# 田所太郎
田所 太郎（たどころ　たろう、1911年8月6日 - 1975年6月6日）は日本の編集者、新聞経営者。『図書新聞』の創刊者として、その名を知られる。

## 生涯
1911年、東京都に生まれる。京華商業学校から、銀行勤務を経て、旧制松江高等学校に進む。旧制高校時代、花森安治と出会い、校友会雑誌を編集する。花森とは生涯の親友であった。
東京帝国大学に入学し、同じく東京帝国大学に進んだ花森とともに、当時6万部を発行していた「帝国大学新聞」（東京大学の学生新聞「東京大学新聞」の前身）の編集に携わる。当時の編集部員には、他に田宮虎彦、扇谷正造、岡倉古志郎、杉浦明平などがいた。
東京帝国大学仏文科を卒業後、三省堂宣伝部、文部省社会教育局映画課を経て、昭和16年、日本出版文化協会にはいり、機関紙「日本読書新聞」の編集長として書評新聞のスタイルをつくる。昭和24年、図書新聞社を設立、「図書新聞」を創刊した。
1975年、経営難と金策を苦にして中野区の自宅にてガス自殺した。

## 著書
- 出版の先駆者 光文社 1969
- 戦後出版の系譜　日本エディタースクール出版部　1976